# Gladiolus metallicola
Gladiolus metallicola är en irisväxtart som beskrevs av Peter Goldblatt. Gladiolus metallicola ingår i släktet sabelliljor, och familjen irisväxter.
Artens utbredningsområde är Zimbabwe. Inga underarter finns listade i Catalogue of Life.